# لويس كاميل ميلارد
لويس كاميل ميلارد (بالفرنسية: Louis-Camille Maillard)‏ (4 فبراير 1878 - 12 مايو 1936) طبيب وكيميائي فرنسي، عرف بمساهمته خاصة في عملية التخمير، كانت اكتشافًا عارضًا قام به عام 1912 ، والذي نسميه اليوم تفاعل ميلارد ، أو تفاعل براوننغ وهو تفاعل كيميائي بين الأحماض الأمينية وتقليل السكريات التي تمنح الطعام ذي اللون البني نكهته المرغوبة.

## نشأته
حصل مايلارد على درجة الماجستير في العلوم في نانسي في عام 1897 وعلى درجة الدكتوراه في الطب عام 1903. ثم عمل في القسم الكيميائي بكلية الطب بجامعة نانسي. في عام 1914 ، انتقل إلى باريس حيث عمل كرئيس للمجموعة البيولوجية في المختبر الكيميائي بجامعة باريس. في عام 1919 تم تعيينه أستاذا للكيمياء البيولوجية والطبية في قسم الصيدلة بجامعة الجزائر، أكاديمية الطب.